# Hannenplatz 4 (Korschenbroich)

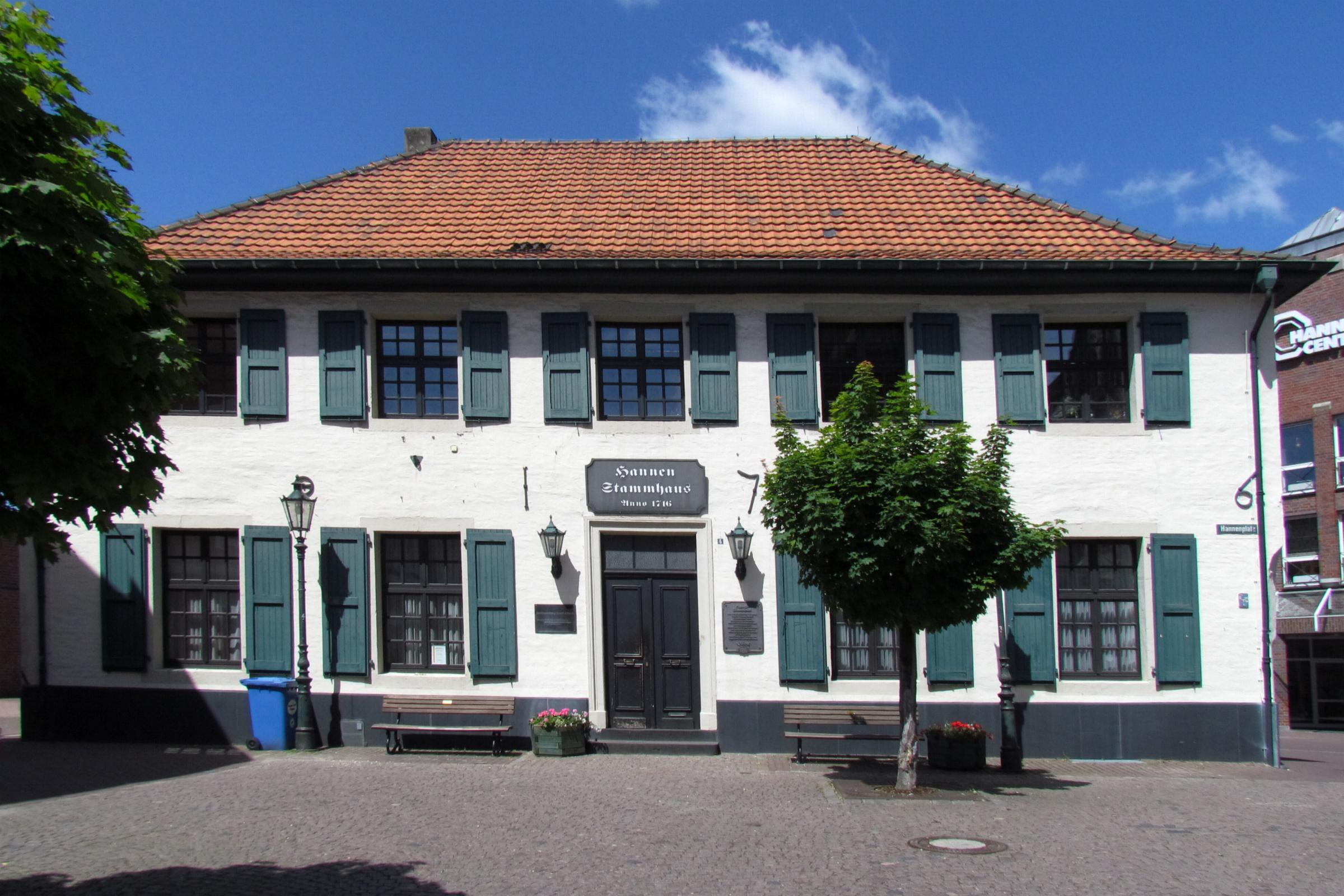
Ehemaliges Gerichts- und Weinhaus

Das ehemalige Gerichts- und Weinhaus Hannenplatz 4 steht in Korschenbroich  im Rhein-Kreis Neuss in Nordrhein-Westfalen.
Das Gebäude wurde 1716 in Nachfolge eines 1543 erstmals erwähnten Vorgängerbaues errichtet und diente den Herren von Myllendonk zunächst als Verwaltungssitz. Zugleich hatte es die Funktion der Gerichtsstätte sowie eines Weinhauses inne, war also der einzige Ort der Stadt, in dem Wein ausgeschenkt werden durfte. 1806 wurde es Stammhaus der Hannen-Brauerei, ab 1988 Sitz der Stadtverwaltung. Heute ist es ein privates Wohnhaus. Es wurde unter Nr. 051 am 12. September 1985 in die Liste der Baudenkmäler in Korschenbroich eingetragen.

## Architektur
Das zweigeschossige Haus in fünf Achsen ist verputzt. Die Ankersplinte sind mit Jahreszahl (1716) versehen. Das Haus hat ein Walmdach.